# Hepomadus tener
Hepomadus tener är en kräftdjursart som beskrevs av Sidney Irving Smith 1884. Hepomadus tener ingår i släktet Hepomadus och familjen Aristeidae. Inga underarter finns listade i Catalogue of Life.